# Vas (Italië)
Vas is een voormalige gemeente met 821 inwoners in de Italiaanse provincie Belluno. Op 28 december 2013 is de gemeente gefuseerd met Quero tot de nieuwe gemeente Quero Vas.
De plaats Vas is gelegen op de linker oever van de rivier de Piave ten zuiden van de stad Feltre. In de 16de en 17de eeuw was Vas een van de belangrijkste papierproducenten in de Republiek Venetië. Het kristalheldere water van het riviertje de Fium was essentieel voor het productieproces. Via een andere rivier, de brede Piave, konden de vrachten naar de Povlakte vervoerd worden.